# Ольховка (приток Ашкадара)
Ольхо́вка (Малый Ашкадар) — река, приток Ашкадара, впадающий в районе Машзавод города Стерлитамака. Мост через реку разделяет Оренбургский тракт и улицу Оренбургскую. По реке названа Ольховская улица.
По данным исследований автотрофный бентос Ольховки состоит из 6 отделов, 9 классов, 32 семейств, 54 рода и 107 видов. Преобладают олигосапробы.
Водятся довольно крупные экземпляры сомов, в 2014 году был пойман сом весом 50 кг.
Река является естественной границей между тремя сельсоветами Стерлитамакского района: Наумовский сельсовет, Айгулевский сельсовет, Отрадовский сельсовет и Стерлитамаком.